# Carl Olsen

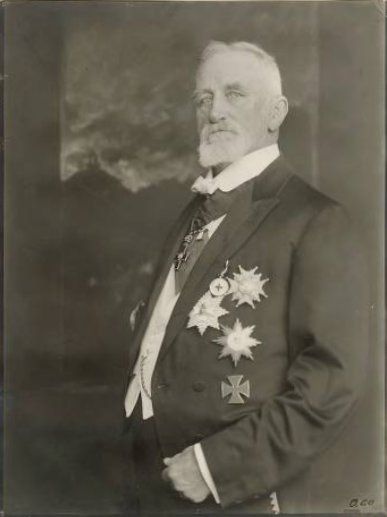
Viceamiral Carl Otto Olsen (1844 - 1927)

Carl Otto Olsen, född den 26 maj 1844 i Karlskrona, död den 19 november 1927 i Skeppsholms församling i Stockholm, var en svensk sjömilitär.

## Biografi
Olsen blev sekundlöjtnant vid flottan 1865, kommendörkapten av 2:a graden 1890, av 1:a graden 1894, kommendör 1898, konteramiral 1903 och viceamiral 1908. Han erhöll avsked 1910. Olsen var varvschef i Stockholm 1899–1905, chef för Marinförvaltningen 1905–1910 och högste befälhavare över kustflottan 1906–1908. Han var ledamot av ett flertal kommittéer, bland annat certkommittén 1906–1909 och parlamentariska försvarkommittén 1907–1910.
Olsen blev ledamot av första klassen av Krigsvetenskapsakademien 1903  samt ledamot av Kungliga Örlogsmannasällskapet 1886 och hedersledamot 1903. Han är begravd på Galärvarvskyrkogården i Stockholm.

## Utmärkelser

### Svenska utmärkelser
- Kommendör med stora korset av Svärdsorden, 5 juni 1909.[4]
- Riddare av Carl XIII:s orden, 10 mars 1907.[5]

### Utländska utmärkelser
- Riddare av första klassen av Preussiska Röda örns orden, senast 1925.[4]
- Riddare av första klassen av Ryska Sankt Annas orden, senast 1925.[4]
- Storkorset av Brittiska Victoriaorden, senast 1925.[4]
- Riddare av andra klassen av Preussiska Kronorden, senast 1925.[4]